# Kato Kiyomasa

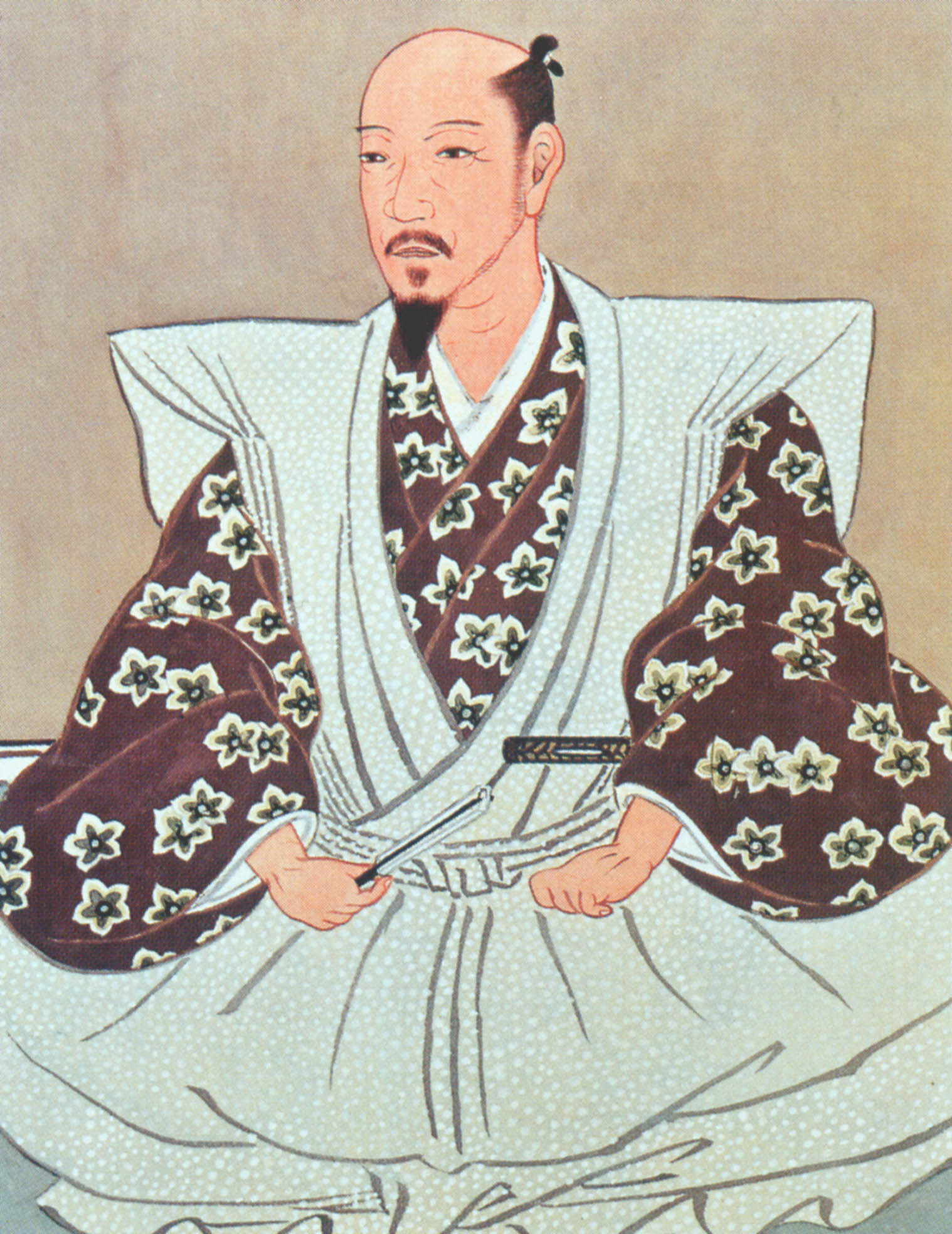
Portret van Katō Kiyomasa

Katō Kiyomasa (加藤清正; Nagoya, 25 juli 1561 - 2 augustus 1611) was een Japans daimyo uit de late Sengoku-periode en vroege Edo-periode.

## Oorsprong
Kiyomasa werd geboren in de provincie Owari (in de huidige wijk Nakamura-ku van de stad Nagoya) als zoon van Katō Kiyotada. De vrouw van Kiyotada, Ito, was een nicht van de moeder van Toyotomi Hideyoshi. Kiyotada stierf toen zijn zoon (toen bekend als Toranosuke) nog jong was. Kort hierna trad Toranosuke in dienst van Hideyoshi, en in 1576, op de leeftijd van 15 jaar, werd hem een salaris van 170 koku toegewezen. Hij vocht in het leger van Hideyoshi in de Slag bij Yamazaki en later in de Slag bij Shizugatake. Dankzij zijn bijdragen in de laatste slag verwierf hij faam als een van de Zeven Speren van Shizugatake. Hideyoshi beloonde Kiyomasa met een salarisverhoging van 3000 koku.
Toen Hideyoshi in de zomer van 1585 regent werd, kreeg Kiyomasa de hoftitel van Kazue no Kami (主計頭) en de junior 5e graad hofrang, lagere graad (ju go-i no ge 従五位下). In 1586, nadat de provincie Higo was geconfisqueerd van Sassa Narimasa, kreeg hij 250.000 koku land in Higo (ongeveer de helft van de provincie) en kasteel Kumamoto.
In 1592, nam hij deel als een van de leiders aan de Koreaanse campagne.

## Latere leven
Kiyomasa was een toegewijd aanhanger van Nichiren-boeddhisme en moedigde de bouw van Nichiren-tempels aan. Hij is bekend om zijn onderdrukking van de christenen.
Tijdens de Slag bij Sekigahara, bleef Kiyomasa in Kyushu, loyaal aan het oostelijk leger van Tokugawa Ieyasu. Voor zijn loyaliteit aan de Tokugawa werd Kiyomasa beloond met gebieden van zijn rivaal Konishi waardoor zijn domein uiteindelijk ongeveer 530.000 koku bedroeg.
In 1611 werd Kiyomasa op zee ziek en stierf kort na aankomst. Hij werd begraven in de Honmyō-tempel (Honmyō-ji) in Kumamoto maar heeft ook graven in Yamagata en Tokyo. Kiyomasa is opgenomen in het Shintoheiligdom te Kumamoto.
In 1910 werd Kiyomasa postuum gepromoveerd tot junior 3e graad hofrang (jusanmi 従三位).

### Meer informatie
- Kitajima Manji 北島万次 (2007). Katō Kiyomasa Chōsen shinryaku no jitsuzō 加藤清正: 朝鮮侵略の実像. Tokyo: Yoshikawa Kōbunkan 吉川弘文館.